# Tossal d'en Bou
El Tossal d'en Bou és una muntanya de 514 metres que es troba entre els municipis de la Morera de Montsant i Poboleda, a la comarca catalana del Priorat.